# JW Marriott Hotel Tower
 (janvier 2018).
La JW Marriott Hotel Tower est un gratte-ciel de 216 mètres en construction à Doha au Qatar. Son achèvement est prévu pour 2024.